# Sergei Loschkin
Sergei Loschkin (en russe : Сергей Ложкин), né le 17 avril 1968 à Mojga, est un biathlète et soviétique, puis russe, puis kazakh. Il a participé à la fois des compétitions handisport et pour les valides.

## Biographie
Il s'entraîne à Ijevsk au club SKA Izhplaneta
Au début de sa carrière sportive, il court pour l'URSS, avec qui il obtient une médaille de bronze aux Championnats du monde junior 1988 et monte sur un podium dans un relais de Coupe du monde en 1989-1990 à Walchsee, la même saison où il obtient son meilleur résultat personnel avec une huitième place.
Aux Championnats du monde de biathlon 1993, avec la Russie, il obtient la médaille d'argent sur la course par équipes avec Alexey Kobelev, Valeriy Kirienko et Sergey Chepikov.

## Palmarès en biathlon

### Championnats du monde de biathlon
- Championnats du monde 1993 à Borovetz :
  -  Médaille d'argent à la course par équipes.

### Coupe du monde
- Meilleur classement général : 32e en 1990.
- 1 podium en relais : 1 deuxième place.
- Meilleur résultat individuel : 8e.

### Championnats du monde junior
- Médaille de bronze en relais en 1988.

## Palmarès handisport
- Albertville 1992 : 
  -  Médaille d'or du relais 3 × 5 km en ski de fond (B3).
  -  Médaille d'argent du trente kilomètres en ski de fond (B3).